# مریم الهه سرور
مریم الهه سرور (زاده ۱ ثور ۱۳۶۸ در اصفهان) یک خواننده جوان اهل افغانستان است. الهه سرور با شرکت کردن در برنامه ستاره افغان شبکه طلوع به شهرت رسید.
فیلم کوتاه مستند «آوازِ مریم» دربارهٔ او و شور و شوق و مشکلات دختران افغان ساخته شده است.
سبک موسیقیِ الهه سرور، سبکی نو در موسیقی افغانستان است و از سبکِ هندی که در تاریخ موسیقی افغانستان تأثیر زیادی گذاشته است، پیروی نمی‌کند. همچنین از نظر محتوایی می‌توان وی را یک نوع صدایِ «ضد تاریخ (anti-historic)» دانست چرا که نماینده «صدایِ اقلیت» است و آهنگ‌هایش (مانند آهنگ بی بهونه) دارای بار سیاسی و اعتراضی و در واقع «نفیِ انسانیت» است. او خود می‌گوید: از سیاستزدگی در دنیایِ هنر و اینکه هنرمندان مفاهیم و شعارهایِ جعلی را در پیکربندیِ هنری وارد می‌کنند، به شدت نفرت دارد و در عینِ حال معتقد است که هنر نمی‌تواند به «عدالت» بی‌توجه باشد.

## زندگی
خانوادهٔ الهه سرور به دنبال تهاجم شوروی پیشین به افغانستان به ایران مهاجرت کردند و ۱۴ سال مقیم ایران بودند. او در دوران نوجوانی، به دلیل قیافه‌ی منگولیدش، بسیار مورد تنفر و اذیت و تحقیر از طرف ایرانیان قرار میگرفت که این امر بر روحیه او تاثیر گذاشت. پس از سقوط طالبان الهه سرور به افغانستان بازگشت. الهه به عنوان گزارشگر خبری در یک ایستگاه رادیویی محلی در شهر کندز واقع در شمال افغانستان و همچنین در خبرگزاری بختار افغانستان مشغول به کار شد. در همان زمان به دختران جوان و زنان همسایه که طبق قانون طالبان مجاز به تحصیل نبودند ریاضی و ادبیات تعلیم می‌داد. الهه به عنوان یک زن جوان در کندُز (که مردمانش تحت تأثیر حکومت طالبان در آن زمان قرار گرفته بودند) ترسی از به چالش کشیدن دیدگاه‌های سنتی و مبارزه برای یک جامعهٔ برابر نداشت. او به عنوان یک فعال سیاسی در آن منطقه شناخته می‌شد و در نتیجه او و خانواده‌اش پس از تهدید شدن به مرگ از طرف گروه‌های افراطی مجبور به ترک کندز شدند.
«الهه پس از نقل مکان به کابل در سال ۲۰۰۷ به موسیقی علاقه‌مند شد. او در مدرسهٔ موسیقی ثبت نام کرد و در حالیکه در موسیقی سنتی افغانستان تخصص می‌گرفت به مطالعهٔ هارمونی غربی هم می‌پرداخت و همکاری با گروه موسیقی «آریان» را آغاز کرد. این اقدامات در حالت مخفیانه و بدون رضایت و حمایت خانواده‌اش که مخالف شغل او به عنوان یک موسیقی‌دان حرفه‌ای بودند انجام می‌گرفت. به محض اینکه خانواده‌اش موضوع را فهمیدند به مدت یکسال از آوازخوانی او جلوگیری کردند.
در سال ۲۰۰۹ صدای الهه توسط داوران برنامهٔ تلویزیونی ستارهٔ افغان که همتای امریکن آیدل است کشف شد و به عنوان نخستین زن خوانندهٔ هزاره‌ای که در تلویزیون ملی آواز می‌خواند محبوبیت در میان جامعهٔ افغانستانی سرتاسر دنیا بدست آورد.
نخستین آهنگ‌هایش با نام‌های «ابی جان» و «بی‌بهانه» در سال ۲۰۰۹ منتشر شدند. در سال ۲۰۱۰ آهنگ «سنگسار» را منتشر کرد که قانون سنگسار را مورد انتقاد قرار می‌داد. این موضوع باعث شد گروه‌های افراطی سعی کنند در چندین مورد او و خانواده‌اش را به قتل برسانند.
در سال ۲۰۱۱ زندگی الهه در افغانستان در معرض خطر دائمی قرار گرفت و او مجبور شد از کشور فرار کرده و به‌طور موقت در هندوستان اقامت کند. در زمان اقامت در هندوستان دو آهنگ دیگر با نام‌های «دیوانگی» و «میان تاریکی» منتشر کرد که مورد استقبال جوانان افغان قرار گرفت. او در سال ۲۰۱۲ تصمیم گرفت به انگلستان مهاجرت کند و در ۲۰۱۳ آخرین تک ترانه اش به نام «دختر و بهار» را منتشر کرد. از آن زمان تاکنون الهه به‌طور مرتب بین اروپا و استرالیا در سفر بوده است و اخیراً زندگی جدید هیجان انگیزی را با موسیقی دانان لندن آغاز کرده است. او همچنین دانشجوی رشتهٔ انیمیشن در دانشگاه هنر لندن است و در حال تهیه یک آلبوم مشترک با یک گروه موسیقی بین‌المللی به نام «کفایه» است.
الهه در سال ۱۳۹۵ در مسابقهٔ استعدادیابی و خوانندگی ایرانی در شبکهٔ منوتو با نام استیج شرکت کرد.